# 踊子號列車
踊子號（日语：／ Odoriko，意为“舞者”）是由东日本旅客铁道（JR東日本）、伊豆急行、东海旅客铁道（JR东海）和伊豆箱根铁道共同运行的一列特別急行列車，該列車经由东海道本线、伊东线、伊豆急行线和伊豆箱根铁道骏豆线，運行區間為東京與伊豆急下田站（或修善寺站）之間。
Saphir踊子号（日语：／ Safīru odoriko）爲附屬於踊子號的觀光特急列车，行駛同一區間。
此外，本条目同时记载連結東京首都圏至湘南、伊豆半島之間的優等列車歷史，包括过去曾经开行过的超景踊子号、临时列车度假村踴子號和海洋特快踴子號（日语：リゾート踊り子）的详细信息。

## 概要
列車服務之名稱經公開徵集決定使用源自川端康成小說作品《伊豆的舞孃》標題之「踊り子」，該詞之日語涵意為為正在跳舞的女孩；該小說設定之背景即該列車之目的地－伊豆半島。
特急踊子号于1981年10月开始运行，由急行列車伊豆號及特別急行列車天城號二者的服務合併而成，采用当时最新式，且兼具普通列車與急行列車特點的国铁电车185系电车。1990年引入251系电车开行新宿、池袋、东京-伊豆急下田间的超景踊子号。
2016年3月26日时刻表变更，特急“白鸟号”国铁485系电车退役，踊子号成为JR东日本区间内唯一一班国铁制定期特急电车。
2020年3月13日，超景踊子号退役，3月14日起新列车“Saphir踊子号”（サフィール踊り子）开始运行；同时，踊子号部分班次改由E257系开行。2021年3月13日JR時間表改正日起，所有班次改由E257系2000番台和2500番台運行

## 踊子號

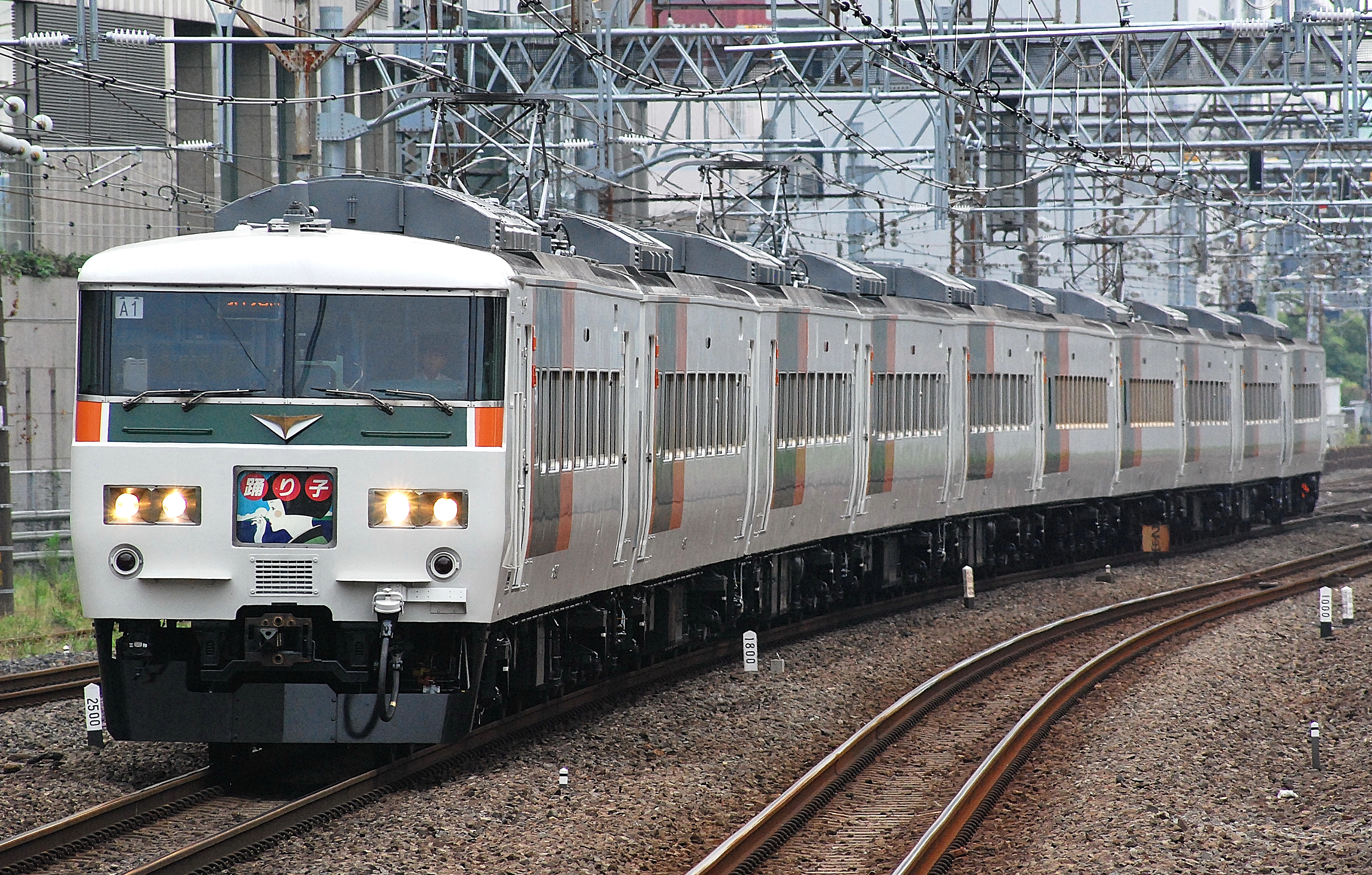
185系踊子号

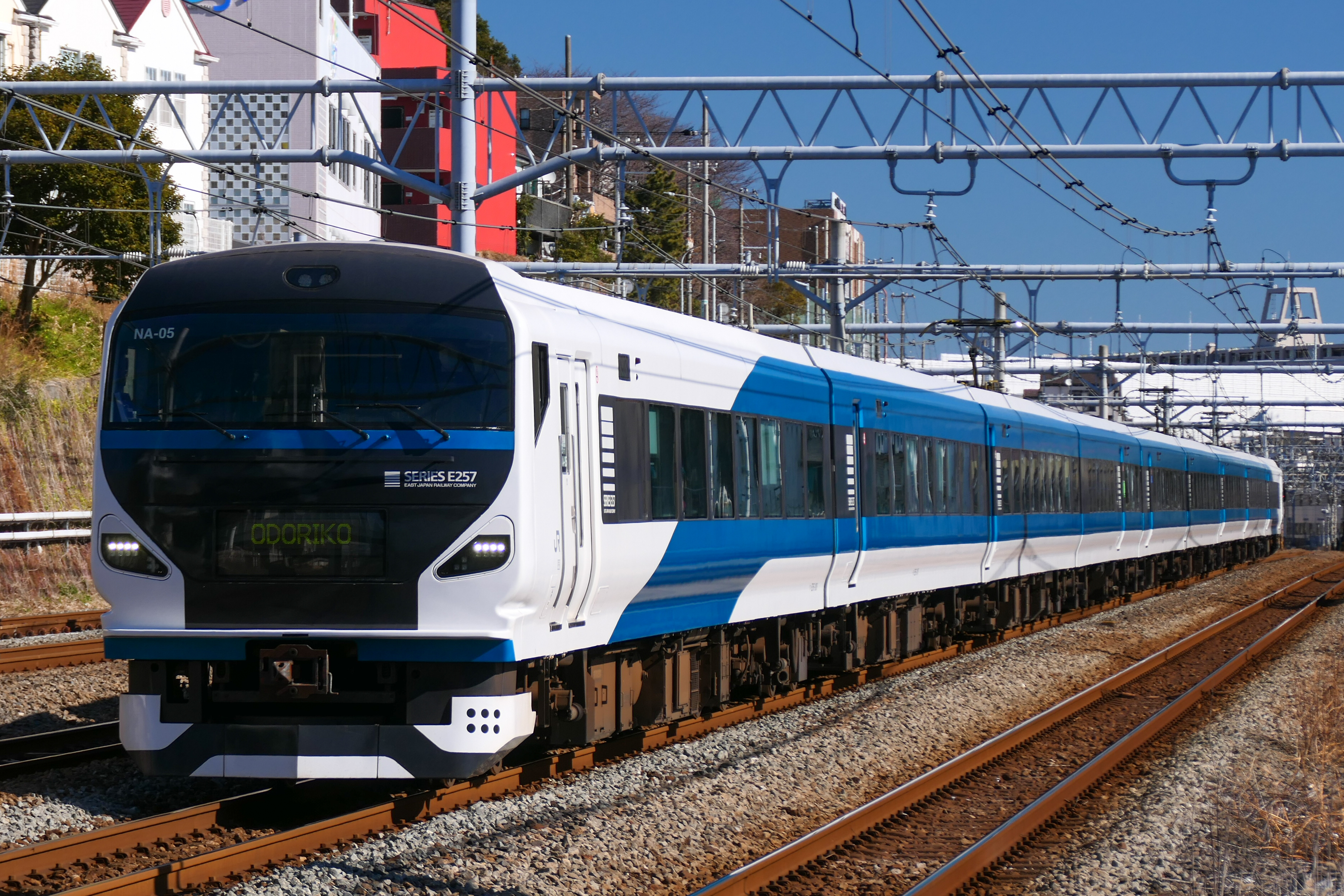
E257系2000番台踊子号

在东京站和伊豆急下田站间每天运行4對來回定期列車；其中2對列車會加掛來往伊豆箱根鐵道修善寺站的附屬車廂，此时列车会在热海站拆解，分為前往伊豆急下田站的基本編組，以及前往修善寺站的附屬編組。此外池袋站和伊豆急下田站间每天运行1對來回定期列車。
随着上野东京线在2015年3月投入运行，繁忙時期期間會开行我孙子站（经常磐線）發車，以及大宫站（經上野东京线）發車往伊豆的临时列车。
从2019年3月16日起結束车内商品贩卖服務。
2021年3月13日JR時間表改正日起，所有班次改由E257系2000番台和2500番台運行。

### 经停车站
東京站 - 伊豆急下田站
東京站 - 品川站 - 川崎站 - 横滨站 - 大船站 - 小田原站 - 湯河原站 - 熱海站 - 伊東站 - 伊豆高原站 - 伊豆熱川站 - 伊豆稻取站 - 河津站 - 伊豆急下田站
熱海站 - 修善寺站
熱海站 - 三島站 - 三岛田町站 - 大場站 - 伊豆長岡站 - 大仁站 -修善寺站

#### 臨時列車運行区間
池袋站 - 横滨站
池袋站 - 新宿站 - 武藏小杉站 - 横滨站
我孫子站 - 東京站
我孫子站 - 柏站 - 松戸站 - 北千住站 - 上野站 - 東京站
大宮站 - 東京站間
大宮站 - 浦和站 - 赤羽站 - 上野站 - 東京站

### 使用车辆
使用大宫综合车辆中心所属的E257系2000番台/2500番台運行。車廂由绿色（头等）车厢及标准车厢组成。
E257系2000番台的基本編組長度爲9節車廂，其中第4节为绿色车厢。

## Saphir踊子号
Saphir踊子号为超景踊子号的後继车型，于2020年3月14日运行图调整後开始运行。Saphir在法語中意为蓝宝石，代表“碧蓝绝美的伊豆之海与天空”。
Saphir踊子号在东京－伊豆急下田间每天定期运行一對來回班次。临时班次方面，2020年3月運行圖調整後，工作日东京－伊豆急下田每日一對來回班次，周六新宿－伊豆急下田和伊豆急下田－东京各一班。

### 经停车站
東京站－伊豆急下田站
東京站－品川站－横滨站－熱海站－伊東站－伊豆高原站－伊豆熱川站－伊豆稻取站－河津站－伊豆急下田站

#### 臨時列車運行區間
新宿站－横滨站
新宿站－涩谷站－武藏小杉站－横滨站

### 使用车辆
采用E261系运行。
列車不設普通等車廂，僅設有綠色車廂及新設的豪華綠色車廂（Premium Green）兩個座位等級。車內設有餐車，爲乘客提供麵食。

## 已停運列车

### 超景踊子号
专为伊豆度假胜地而准备的特急电车。该列车的特征是轨道地基高，窗户宽大、直至车顶，以方便旅客观赏伊豆半岛的美丽海岸线。
工作日期间新宿站至伊豆急下田站间共1班，東京站至伊豆急下田站间共2班，伊豆急下田站至池袋站间共1班。
节假日以及星期六星期日新宿站始发的列车会改由池袋站始发。

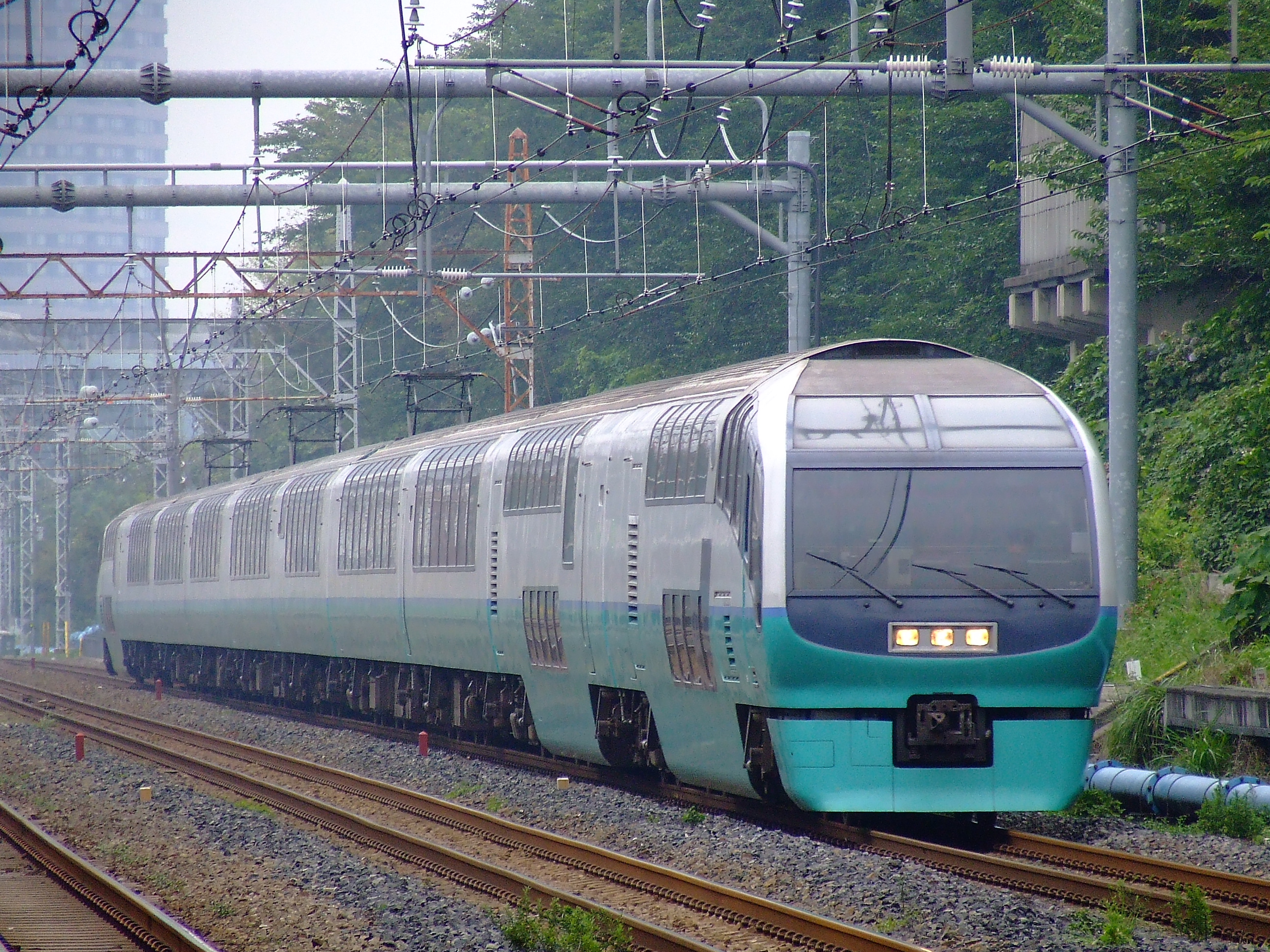
251系超景踊子号

在更繁忙时段，会有1班列车延长自大宮站始发，从大宮站始发的列车会经由湘南新宿线运行。
超景踊子号1990年4月28日投入运行，2020年3月13日退役。

#### 经停车站
括号内为部分列车停靠站
東京站 - 伊豆急下田站
東京站 - （品川站） - 横浜站 - （小田原站） - （湯河原站） - 熱海站 - （網代站） - 伊東站 - 伊豆高原站 - 伊豆熱川站 - 伊豆稻取站 - 河津站 - 伊豆急下田站
大宮站 - 横滨站
大宮站 - 浦和站 - 赤羽站 - 池袋站 - 新宿站 - 武藏小杉站 - 横滨站

#### 使用车辆
| 超景踊子号 |      |    |    |    |    |    |    |    |     |
| ←伊豆急下田方向東京・新宿方向→ |      |    |    |    |    |    |    |    |     |
| \| 1 \| 2 \| 3 \| 4 \| 5 \| 6 \| 7 \| 8 \| 9 \| 10 \| \| PG \| G \| 指 \| 指 \| 指 \| 指 \| 指 \| 指 \| 指 \| 指P \| \| GL \| G個4 \| 指 \| 指 \| 指 \| 指 \| 指 \| 指 \| 指 \| Ch \| |      |    |    |    |    |    |    |    |     |
| - 全車禁煙 - 1・2・10号车厢为双层车厢 記号凡例 G=绿色车厢指定席 G个4=绿色车厢房间（1间定員4名、共3室） GL=绿色车厢专用休息室 指=普通车座席指定席 P=展望席 Ch=儿童游乐室               |      |    |    |    |    |    |    |    |     |
| 1 | 2    | 3  | 4  | 5  | 6  | 7  | 8  | 9  | 10  |
| PG | G    | 指 | 指 | 指 | 指 | 指 | 指 | 指 | 指P |
| GL | G個4 | 指 | 指 | 指 | 指 | 指 | 指 | 指 | Ch  |

使用大宫综合车辆中心所属的251系电车。在2002年至2003年进行了251系电车的改造。
超景踊子号全车座位均为指定席。所有列车均在头车设有展望席，1号车厢为2列6席的绿色车厢，10号车厢设置3列12席普通席。1号车厢、2号车厢以及10号车厢均为双层车厢。

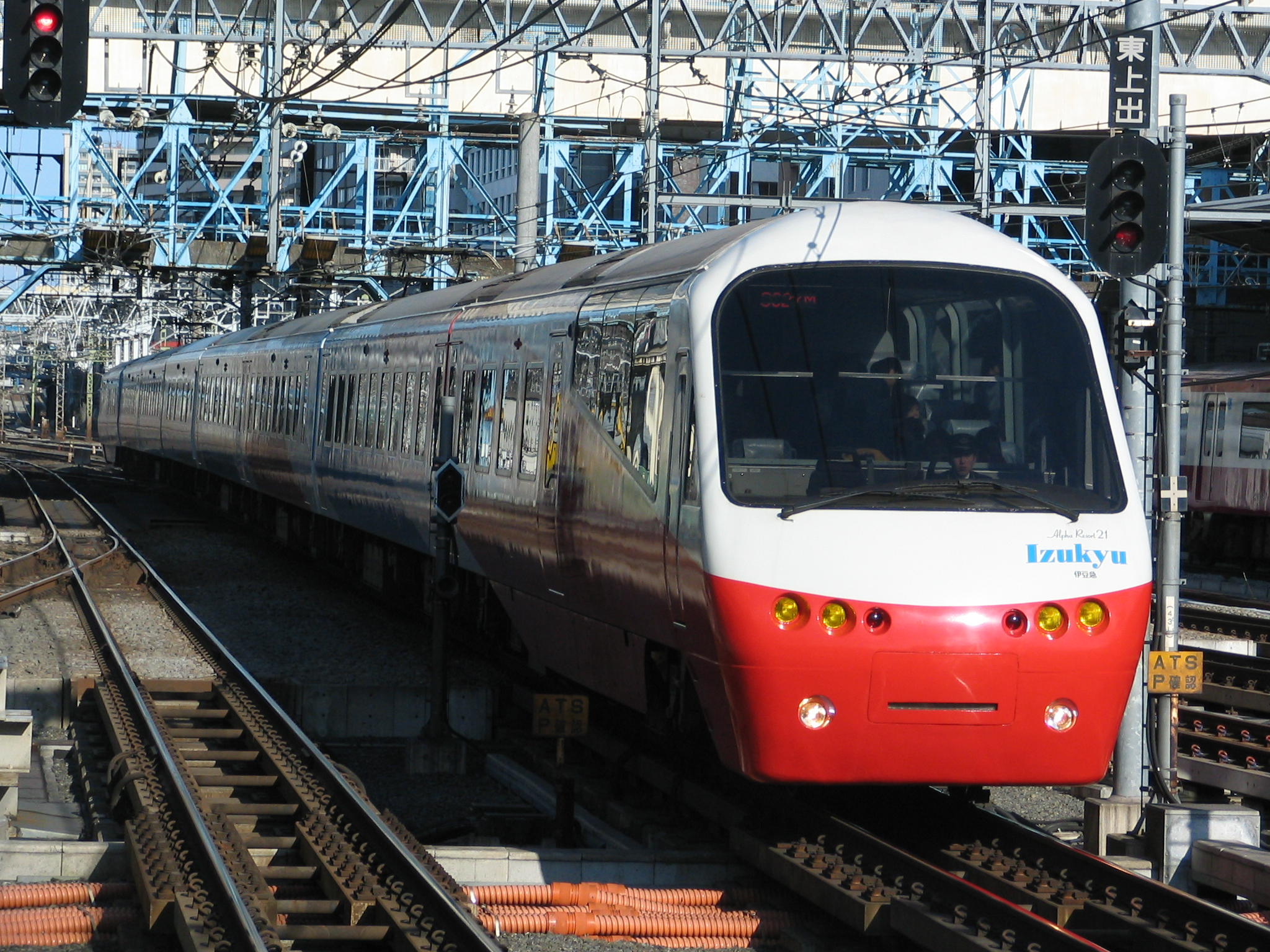
2100系度假村踊子号

### 度假村踊子號
度假村踊子号是从1988年7月国铁分割民营化後运行于东京站至伊豆急下田站间的临时特急电车，使用伊豆急行2100系電車Resort21运行。
度假村踊子号在特定的星期六不定期开行，偶尔也会开行伊豆高原站至东京站的电车。2016年5月运行终止。

### 海洋特快踊子號

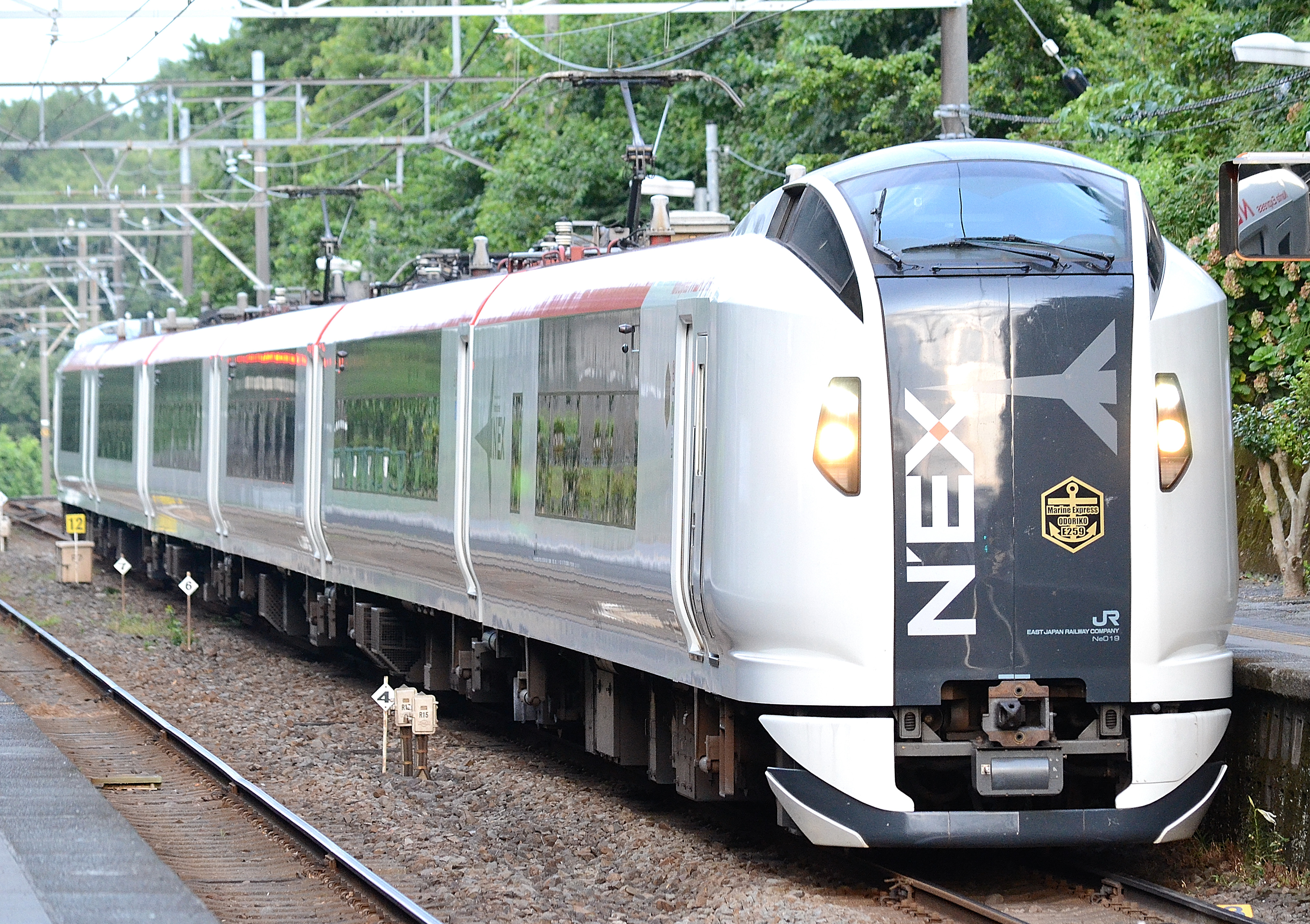
正在通过伊豆急行線川奈站的E259系海洋特快踊子号

海洋特快踊子号是从2012年12月起运行于东京站至伊豆急下田站间的临时特急电车。使用镰仓车辆中心所属的E259系电车运行。全车为指定席，包含绿色车厢。

#### 经停车站
東京站（東海道線站台） - 横滨站 - 熱海站 - 伊東站 - 伊豆高原站 - 伊豆熱川站 - 伊豆稻取站 - 河津站 - 伊豆急下田站

## 相關列車
- 伊豆（IZU）CRAILE號[12]

## 連結
维基共享资源上的相關多媒體資源：踊子號列車
- 超景踴子號| 路線圖| JR-EAST （页面存档备份，存于）
- 列車案内＞踊り子・スーパービュー踊り子（185系・251系）：JR東日本 （页面存档备份，存于）

## 注
1. ↑  JR东日本站台内所贴地标上标注中文名为此